# Reflektor
Reflektor là album phòng thu thứ tư của ban nhạc indie rock Canada Arcade Fire, phát hành vào ngày 28 tháng 10 năm 2013 bởi Merge Records. Là một album đôi, Reflektor được đồng sản xuất bởi cựu thủ lĩnh của LCD Soundsystem James Murphy, nhà sản xuất James Murphy và chính ban nhạc.
Chịu ảnh hưởng bởi nhạc rara của Haiti, bộ phim Black Orpheus năm 1959 và tác phẩm "The Present Age" của Søren Kierkegaard, Reflektor có một chiến dịch tiếp thị lấy cảm hứng từ vẽ Veve, và việc phát hành một đĩa đơn "Reflektor", dưới tên một ban nhạc hư cấu The Reflektors, vào ngày 9 tháng 9 năm 2013.

## Đón nhận

### Tiếp nhận phê bình
| Đánh giá chuyên môn  | Đánh giá chuyên môn |
| Điểm trung bình      | Điểm trung bình     |
| Nguồn                | Đánh giá            |
| -------------------- | ------------------- |
| Metacritic           | 80/100              |
| Nguồn đánh giá       |                     |
| Nguồn                | Đánh giá            |
| AllMusic             | [ 1 ]               |
| Entertainment Weekly | B                   |
| The Guardian         | [ 6 ]               |
| The Independent      | [ 7 ]               |
| Los Angeles Times    | [ 8 ]               |
| NME                  | (8/10)              |
| The Observer         | [ 10 ]              |
| Pitchfork Media      | (9.2/10)            |
| Rolling Stone        | [ 12 ]              |
| Slant Magazine       | [ 12 ]              |
| Consequence of Sound | A-                  |

Reflektor nhận được sự ca ngợi từ các nhà phê bình âm nhạc. Tại Metacritic, lấy tiêu chuẩn là 100 điểm dựa trên sự đánh giá của các chuyên gia hàng đầu, album nhận được 80 điểm dựa trên 48 đánh giá.

### Thương mại
Album đứng vị trí số một trên Canadian Albums Chart, bán 49,000 bản trong tuần đầu. T. Điều này đánh dấu sự gia tăng lượng bán album trong tuần so với album trước. Album đã bán được 101.000 bản tại Canada vào năm 2013.
Tại Mỹ, album cũng đạt số một trên Billboard 200, với 140.000 bản được bán ra trong tuần đầu tiên, theo Nielsen SoundScan. Phiên bản vinyl của album là album vinyl bán chạy thứ ba năm 2013 với 31,000 bản.
Album đứng vị trí số một tại Anh với doanh số 45.252.

## Danh sách bài hát
Chú thích: Trên CD và tải kỹ thuật số, "We Exist" là bài hát thứ hai của album, nhưng là thứ tư trên phiên bản vinyl (as the first song of Side B, or 1:4 ). Disc One of the CD release contains hidden reversed samples of tracks from the disc in the pre-gap before the first track.
| Đĩa một | Đĩa một                             | Đĩa một    |
| STT     | Nhan đề                             | Thời lượng |
| ------- | ----------------------------------- | ---------- |
| 0.      | "Breakglass (Pre-Gap Hidden Track)" | 10:02      |
| 1.      | "Reflektor"                         | 7:34       |
| 2.      | "We Exist"                          | 5:43       |
| 3.      | "Flashbulb Eyes"                    | 2:42       |
| 4.      | "Here Comes the Night Time"         | 6:30       |
| 5.      | "Normal Person"                     | 4:22       |
| 6.      | "You Already Know"                  | 3:59       |
| 7.      | "Joan of Arc"                       | 5:24       |

| Đĩa hai | Đĩa hai                         | Đĩa hai    |
| STT     | Nhan đề                         | Thời lượng |
| ------- | ------------------------------- | ---------- |
| 1.      | "Here Comes the Night Time II"  | 2:51       |
| 2.      | "Awful Sound (Oh Eurydice)"     | 6:13       |
| 3.      | "It's Never Over (Hey Orpheus)" | 6:42       |
| 4.      | "Porno"                         | 6:02       |
| 5.      | "Afterlife"                     | 5:52       |
| 6.      | "Supersymmetry"                 | 11:16      |

## Bảng xếp hạng
| BXH (2013)                               | Vị trí cao nhất |
| ---------------------------------------- | --------------- |
| Album Úc (ARIA)                          | 3               |
| Album Áo (Ö3 Austria)                    | 4               |
| Album Bỉ (Ultratop Vlaanderen)           | 1               |
| Album Bỉ (Ultratop Wallonie)             | 2               |
| Album Canada (Billboard)                 | 1               |
| Album Quốc tế Croatia (HDU)              | 1               |
| Album Đan Mạch (Hitlisten)               | 4               |
| Album Hà Lan (Album Top 100)             | 6               |
| Album Phần Lan (Suomen virallinen lista) | 8               |
| Album Pháp (SNEP)                        | 3               |
| Album Đức (Offizielle Top 100)           | 6               |
| Album Hungaria (MAHASZ)                  | 27              |
| Album Ireland (IRMA)                     | 1               |
| Album Ý (FIMI)                           | 8               |
| Album New Zealand (RMNZ)                 | 5               |
| Album Na Uy (VG-lista)                   | 3               |
| Album Ba Lan (ZPAV)                      | 19              |
| Album Bồ Đào Nha (AFP)                   | 1               |
| Album Scotland (OCC)                     | 1               |
| Album Tây Ban Nha (PROMUSICAE)           | 4               |
| Album Thụy Điển (Sverigetopplistan)      | 9               |
| Album Thụy Sĩ (Schweizer Hitparade)      | 4               |
| Album Anh Quốc (OCC)                     | 1               |
| Album Anh Quốc Digital (OCC)             | 1               |
| Album Hoa Kỳ Billboard 200               | 1               |

## Chứng nhận
| Quốc gia                                                                           | Chứng nhận  | Số đơn vị/doanh số chứng nhận |
| ---------------------------------------------------------------------------------- | ----------- | ----------------------------- |
| Canada (Music Canada)                                                              | 3× Bạch kim | 240.000^                      |
| Pháp (SNEP)                                                                        | Vàng        | 50.000*                       |
| Anh Quốc (BPI)                                                                     | Vàng        | 100.000^                      |
| * Chứng nhận dựa theo doanh số tiêu thụ. ^ Chứng nhận dựa theo doanh số nhập hàng. |             |                               |